# 天圣
天圣（1023年—1032年十一月）是宋仁宗趙禎的第一個年号，北宋使用该年号共计10年。

## 年號含義
指天之聖者也就是真命天子。也有一說是“天”為“二聖”的組合，指年幼的仁宗皇帝與章獻太后共掌權力。

## 改元
- 乾興二年——正月一日，有詔改元天聖。[2][3][4]
- 天聖十年——十一月六日，有詔改元明道。[5][6][7]

## 紀年
| 天圣 | 元年   | 二年   | 三年   | 四年   | 五年   | 六年   | 七年   | 八年   | 九年   | 十年   |
| ---- | ------ | ------ | ------ | ------ | ------ | ------ | ------ | ------ | ------ | ------ |
| 公元 | 1023年 | 1024年 | 1025年 | 1026年 | 1027年 | 1028年 | 1029年 | 1030年 | 1031年 | 1032年 |
| 干支 | 癸亥   | 甲子   | 乙丑   | 丙寅   | 丁卯   | 戊辰   | 己巳   | 庚午   | 辛未   | 壬申   |

## 同期存在的其他政權之紀年
- 中國
  - 太平（1021年－1031年）：契丹—遼聖宗耶律隆绪之年號
  - 景福（1031年－1032年）：契丹—遼興宗耶律宗真之年號
  - 天慶（1029年－1030年）：興遼—大延琳之年號
  - 显道（1032年－1034年）：西夏—夏景宗李元昊之年號
  - 明通（1023年－1026年）：大理—段素隆之年號
  - 正治（1027年－1041年）：大理—段素真之年號
- 越南
  - 順天（1010年－1028年）：李朝—李公蘊之年號
  - 天成（1028年－1034年）：李朝—李佛瑪之年號
- 日本
  - 治安（1021年－1024年）：後一條天皇之年号
  - 萬壽（1024年－1028年）：後一條天皇之年号
  - 長元（1028年－1037年）：後一條天皇與後朱雀天皇之年号

## 参見
- 中国年号索引

## 深入閱讀
- 李崇智. . 北京: 中華書局. 2004年12月. ISBN 7101025129.
- 鄧洪波. . 臺北: 國立臺灣大學東亞經典與文化研究計劃. 2005年3月  [2021-11-17]. ISBN 9789860005189. （原始内容 (pdf)存档于2007-08-25）.

| 前一年號： 乾兴 | 北宋年号 | 下一年號： 明道 |